# IMUAB
IMUAB (Întreprinderea de Mașini Unelte și Agregate București) este o companie producătoare de mașini unelte și agregate de mare precizie, mașini cu comandă program, cu citire optică și numerică - destinate altor întreprinderi constructoare de mașini.
A fost construită în 1963-1967 iar în 1989 avea peste 6.000 salariați, cu personal românesc calificat în Germania și Elveția.
În 2011 mai funcționa o mică secție cu 160 persoane care produce repere pentru echipamente nucleare.
Intreprinderea functioneaza si in 2015 sub numele "Titan Masini Grele"; are aproximativ 700 de angajati, plus 2 sectii: "Titan Masini de precizie" si "Titan Echipamente Nucleare".